# Сакетс-Гарбор (Нью-Йорк)
Сакетс-Гарбор (англ. Sackets Harbor) — селище (англ. village) в США, в окрузі Джефферсон штату Нью-Йорк. Населення — 1351 особа (2020).

## Географія
Сакетс-Гарбор розташований за координатами 43°56′18″ пн. ш. 76°6′46″ зх. д. / 43.93833° пн. ш. 76.11278° зх. д. (43.938254, -76.112907).  За даними Бюро перепису населення США в 2010 році селище мало площу 5,72 км², з яких 5,71 км² — суходіл та 0,01 км² — водойми.

## Демографія
Згідно з переписом 2010 року, у селищі мешкало 1450 осіб у 687 домогосподарствах у складі 370 родин. Густота населення становила 253 особи/км².  Було 938 помешкань (164/км²).
Расовий склад населення:
| - 94,6 % — білих - 1,8 % — чорних або афроамериканців - 0,7 % — азіатів - 0,6 % — корінних американців - 0,1 % — вихідців з тихоокеанських островів |

До двох чи більше рас належало 1,4 %. Частка іспаномовних становила 3,2 % від усіх жителів.
За віковим діапазоном населення розподілялося таким чином: 19,8 % — особи молодші 18 років, 66,1 % — особи у віці 18—64 років, 14,1 % — особи у віці 65 років та старші. Медіана віку мешканця становила 38,2 року. На 100 осіб жіночої статі у селищі припадало 98,4 чоловіків;  на 100 жінок у віці від 18 років та старших — 100,9 чоловіків також старших 18 років.
Середній дохід на одне домашнє господарство  становив 71 627 доларів США (медіана — 58 819), а середній дохід на одну сім'ю — 83 251 долар (медіана — 71 563). Медіана доходів становила 56 707 доларів для чоловіків та 48 250 доларів для жінок. За межею бідності перебувало 4,6 % осіб, у тому числі 4,3 % дітей у віці до 18 років та 1,8 % осіб у віці 65 років та старших.
Цивільне працевлаштоване населення становило 554 особи. Основні галузі зайнятості: освіта, охорона здоров'я та соціальна допомога — 28,3 %, науковці, спеціалісти, менеджери — 17,1 %, роздрібна торгівля — 14,8 %.